# Пухальський Тимофій Вікторович
Тимофі́й Ві́кторович Пуха́льський (4 лютого 1987 — 11 січня 2018) — старший солдат Збройних сил України, учасник російсько-української війни.

## Життєпис
Народився 1987 року в місті Кривий Ріг (Дніпропетровська область); виховувала бабуся.
У часі війни — старший солдат, старший сапер-гранатометник 3-го механізованого батальйону 30-ї бригади. З 2015 року по червень 2016-го служив за мобілізацією сапером-гранатометником, виконував завдання поблизу Волновахи. 28 серпня 2017 року підписав контракт.
11 січня 2018 року загинув в обідню пору біля села Славне (Мар'їнський район) внаслідок підриву під час виконання бойового завдання з розмінування — відбулася детонація міни ТМ-62 в часі переведення мінно-вибухового механізму (МПП-62М) з бойового положення у транспортне (за допомогою спеціального ключа).
16 січня 2018 року похований у Мирнограді на кладовищі «Степове».
Без Тимофія лишилась цивільна дружина в Мирнограді (мали одружитися 26 січня).

## Нагороди та вшанування
- Указом Президента України № 98/2018 від 6 квітня 2018 року «за особисту мужність і самовіддані дії, виявлені у захисті державного суверенітету та територіальної цілісності України, зразкового виконання військового обов'язку» — нагороджений орденом «За мужність» III ступеня[1]
- Вшановується в меморіальному комплексі «Зала пам'яті», в щоденному ранковому церемоніалі 11 січня[2][3].